# Kanadische Inlinehockeynationalmannschaft
Die kanadische Inlinehockeynationalmannschaft repräsentiert den Kanadischen Verband (National Inline Hockey Association - Canada) auf internationaler Ebene, wie bei der IIHF Inlinehockey-Weltmeisterschaft. Aktueller Trainer ist Gerry St. Cyr.
Die Kanadier traten bei der diesjährigen Inlinehockey-Weltmeisterschaft erstmals seit 1998 wieder an. Dabei gewannen sie die Goldmedaille in der Division I. Bei ihrem vorerst letzten Turnier 1998 gewannen sie die bisher einzige Goldmedaille in der Top Division.

## Kader
Kader  bei der IIHF Inlinehockey-Weltmeisterschaft vom 1. Juni bis 7. Juli 2014 in Pardubice, Tschechien.
| 72      | Brett Leggat         | Brantford Blast          |
| 62      | Tommy Nixon          | Sherwood Park Crusaders  |
| Abwehr  |                      |                          |
| 77      | Shayne Carlson       |                          |
| 44      | Fred Corbeil         |                          |
| 9       | Kirk French          |                          |
| 4       | Kyle Henderson       | Fort Saskatchewan Chiefs |
| 79      | Kyle Sheen           | Bentley Generals         |
| Angriff |                      |                          |
| 47      | Brendan Baumgartner  | Stony Plain Eagles       |
| 82      | Jordan Draper        | Columbus Cottonmouths    |
| 11      | Josh Foote           |                          |
| 20      | Dave Hammond         |                          |
| 88      | Brennan Luscombe     |                          |
| 25      | Chris Terry          | Carolina Hurricanes      |
| 71      | Christopher Rauckman | Drumheller Dragons       |
| 91      | Thomas Woods         |                          |

## Trainerstab
- Trainer:  Jason Stephens
- Sportdirektor:  Meka Trepanier
- Manager:  Nathan Fleck
- Schatzmeister:  Greg Sugget
- Physiotherapeut:  Leanne Pleary
- Videoanalyst:  Harold Stephens